# 小西英夫
小西 英夫（こにし ひでお、1892年（明治25年）12月23日 - 1955年（昭和30年）7月23日）は、日本の歌人、詩人。

## 経歴
徳島県名西郡高志村（現・板野郡上板町）に生まれる。1903年に高志村立高志尋常小学校を、1907年に高志村立高志尋常高等小学校を卒業し、高志村役場書記となる。また、1913年から、雑誌『学生』等に詩歌や評論等の文芸を投稿する。
1916年、平田寿美恵と結婚する。また、同年に雑誌『学生』の評論文大町桂月選に一等入選する。1917年、「ローレル協会」に参加する。1919年、「生活と芸術詩社」を結成し、雑誌『生活と芸術』を創刊する。
1921年、徳島毎日新聞に入社し、遊軍記者となる。1923年、短歌結社「潮音」（太田水穂主宰）に参加する。また、同年にローレル協会を脱会して「郷土社」を結成する。1928年、潮音特別社友となる。1934年、「全徳島歌人協会」を結成する。1942年、徳島新聞社を退社し、東京の鶴書房の編集長となる。
戦後帰郷し、1947年、徳島市議会議員改選に際し立候補する。1948年、「徳島短歌連盟」を結成し、『徳島短歌』を創刊する。1949年、潮音選者となる。1954年7月、左上顎癌により「半年ほどの命」との宣告を受ける。1955年5月、「短歌個展」を開く。同年7月23日逝去、享年62歳。
2012年6月12日から8月16日にかけて、徳島県立文学書道館において、文学企画展「生誕120年記念 小西英夫展」が開催される。

## 家族
長男の小西和人、孫の小西英人は、共に週刊釣りサンデーを創刊し、編集主幹を務めた。

## 著作

### 著書
- 『第一歌集 瑠璃草』生活と芸術詩社、1919年。
- 『自作短歌選鈔 第一輯』小西英夫。[注釈 2]
- 『銃後歌鈔 小西英夫作品鈔』小西英夫、1939年。
- 『歌集 天日鷲』鶴書房、1944年。NDLJP:1127928。
- 『徳島新短歌史』徳島短歌連盟、1950年。
- 『小西英夫遺歌集』徳島県歌人クラブ〈徳島歌人クラブ叢書第1編〉、1964年。

### 編集
- 小西英夫 編『紀貫之歌碑記念歌集』鳴門村史蹟保存会、1936年。
- 小西英夫 編『全徳島歌人集 皇紀二千六百年記念』全徳島歌人協会、1940年。
- 小西英夫 編『摩訶般若波羅蜜多心経』貫名菘翁書、加藤咄堂解説、鶴書房、1944年。